# Aimbot
Un aimbot o auto-aim è un robot informatico usato nei videogiochi sparatutto in prima persona che dà un certo grado di aiuto a prendere la mira o addirittura gioca da solo. Siccome dà un vantaggio, è considerato un imbroglio (cheat) dai software anticheat e dai giocatori.
Il termine deriva dall'unione delle parole inglesi to aim (mirare) e bot (robot). In questo caso con bot si intende automatico, quindi mira automatica.

## Tipologie
Ci sono due tipi di aimbot:
- Bot a scansione di colore
- Bot basati sul driver video

Il primo tipo è il meno usato:
Sono tarati sul colore della divisa avversaria che individuano controllando un pixel alla volta. I bot a scansione di colore sono poco usati perché dato che ora si utilizzano sistemi di illuminazione più avanzati, la tonalità del colore di un giocatore in movimento cambia gradualmente. Per risolvere questo, si è sviluppata una tecnica chiamata in gergo "content hacks" che permette di cambiare la colorazione dei personaggi per essere di un solo colore che rimane invariato agli effetti di luce.
Il secondo tipo è il più usato e famoso:
Intercetta il traffico tra la scheda video e il gioco quindi opera prima che le forme 3d vengano renderizzate e quindi visualizzate a schermo. Il bot calcola le coordinate x e y su cui impostare il mouse basandosi sulla posizione tridimensionale della mesh nella scena.
Questo bot è molto più efficiente dell'altro tipo, ma è individuabile dai programmi anticheat.

## Giochi che permettono l'aimbot
Alcuni giochi hanno degli aimbot integrati, ma bilanciati in maniera tale da non essere troppo forti. Tipicamente sono forniti ai giocatori da console, data la difficoltà a mirare.
Ecco alcuni esempi:
- TimeSplitters
- Half-Life 2
- Unreal Tournament 2004
- Rainbow Six[5]
- Call of Duty (Da Modern Warfare in poi.)[6]
- Battlefield Play4Free
- Counter-Strike (tutta la serie)
- Fortnite
- Minecraft